# 賦活症候群
賦活症候群（ふかつしょうこうぐん、またはアクチベーション・シンドローム、英: Activation Syndrome）は、選択的セロトニン再取り込み阻害薬(SSRI)などの抗うつ薬の副作用の一種で、中枢神経刺激症状の総称である。
主にSSRIやセロトニン・ノルアドレナリン再取り込み阻害薬(SNRI)の投与初期（特に2週間以内）や増量期に起こりやすいと言われている。不安、焦燥、不眠、敵意、衝動性、易刺激性、アカシジア、パニック発作、軽躁、躁状態などを呈し、悪化するとリストカットなどの自傷や、自殺行為に至ることもあり危険である。生物学的な作用機序は不明であるが、症状が出たら薬剤の中止や減量、抗不安薬や抗精神病薬の投与が有効とされている。
境界性パーソナリティ障害の症状と類似し誤診しやすい。通常これらの症状は一過性のものであるとされる。双極性障害の諸症状とも似ており、閾値下の躁転、または躁転そのものとする意見もあり、うつ病エピソードの治療中にこれらの症状が現れた場合、鑑別は慎重にすべきである。
境界性パーソナリティ障害を合併している場合はリスクが増すとされており、気分安定薬や第二世代抗精神病薬を中心とした治療が推奨される。
特に若年者に対しての投与には慎重を要する。英国医薬品庁（MHRA）は2003年、SNRIのベンラファキシン（日本では開発中止）、SSRIのセルトラリン、シタロプラムなどの18歳未満への投与を禁止、若年成人でも自殺の危険性が高まるなどとした。これを受け、日本の厚生労働省は18歳未満の大うつ病性障害患者に対するパロキセチンの投与を禁止した。一方、アメリカ食品医薬品局(FDA)はSSRI以外の抗うつ薬においてもアクチベーション・シンドロームが起こるとし、禁止ではなく警告とした。これらの流れから、現在では英国医薬品庁、2006年には厚生労働省でも、禁忌から「警告として注意喚起を行う」に変更された。
軽度のアクチベーション・シンドロームは、三環系などの旧来の抗うつ薬でも起こるが、これらの抗うつ薬は、眠気やだるさなど沈静的な副作用も強く、賦活作用がマスクされることや、副作用の強さから通常少量から増量するため、アクチベーション・シンドロームは起こりにくい状況下にある。
一方、自覚できる副作用が軽減されているSSRIやSNRIは、精神科やその他の診療科でも容易に・多量が処方される傾向にあり、アクチベーション・シンドロームを起こしやすいため、注意が必要である。医師は患者や患者の家族にこれらの副作用が出ることを説明しておき、緊密な連携が取れるようにする必要がある。

## 慎重投与の対象
慎重投与を要する患者は以下の通りである。
1. 躁うつ病（双極性障害）患者
  1. 躁転、自殺企図が現れることがある。
2. 自殺念慮・自殺企図の既往のある患者
  1. 自殺念慮、自殺企図が現れることがある。
3. 脳の器質的疾患や統合失調症の素因のある患者
  1. 精神症状を増悪させることがある。
4. 衝動性が高い併存障害を有する患者
  1. 精神症状を増悪させることがある。

## 関連書籍
- NHKスペシャル うつ病治療 常識が変わる（NHK取材班） ISBN 4796671730